# Trio FAE
Le Trio FAE (Frei Aber Einsam) est un trio de musique de chambre fondé au milieu des années 80 dont le nom (Libre mais seul en allemand) reprend la devise des artistes romantiques.

## Composition
Le trio est formé depuis son origine par trois anciens lauréats du Conservatoire de Genève :
- Erich Böhme (piano),
- Hans Reichenbach (violon)
- Mi-Kyung Kim (violoncelle)

## Répertoire
Les membres du trio se fixèrent d'emblée le défi de maîtriser l'intégrale des trios de Beethoven et de Johannes Brahms. Aujourd'hui, il possède un vaste répertoire allant de Haydn à Chostakovitch.

## Discographie

### Johannes Brahms
- Trio n° 1 en si majeur pour piano et cordes, op. 8
- Trio n° 2 en do majeur pour piano et cordes, op. 87